# Далич, Мартина
Мартина Далич (хорв. Martina Dalić; р. 12 ноября 1967, Велика-Горица) — хорватский экономист и политик, член ХДС, министр финансов Хорватии в правительстве Ядранки Косор. Вице-премьер и министр экономики, малого и среднего предпринимательства и ремесел Хорватии в правительстве Андрея Пленковича.

## Биография
Родилась в Велике-Горице. Девичья фамилия — Штимац (хорв. Štimac).
В 1990 году окончила экономический факультет Загребского университета, где в 1994 получила степень магистра. В 2012 года на экономическом факультете Сплитского университета защитила докторскую диссертацию. Получив диплом, работала ассистентом кафедры организации и менеджмента экономического факультета Загребского университета. В 1995 году хорватское министерство финансов приняло её на должность начальника отдела макроэкономического прогнозирования, а в 1997 Мартина стала помощником тогдашнего министра финансов Борислава Шкегро по вопросам макроэкономического анализа и прогнозов. В 2000 году в связи с утратой власти партии ХДС покинула государственную службу и трудоустроилась главным экономистом банка PBZ (Privredna banka Zagreb). В 2004 году с приходом к власти ХДС вернулась в Министерство финансов на должность государственного секретаря. В 2004 году принята на работу в Центральное государственное бюро по вопросам стратегии («Središnji državni измерял za strategiju»). С марта 2005 до мая 2012 была членом группы по ведению переговоров о вступлении Хорватии в Европейский Союз, где занимала должность заместителя председателя переговорной группы (2005—2008) и отвечала за переговоры в области налогообложения, таможенного союза, финансовых, бюджетных положений и финансового контроля.
В конце 2010 года премьер-министр Ядранка Косор провела перестановки в кабинете министров и уволила с должности министра финансов Ивана Шукера. Мартина Далич взяла на себя его функции и занимала эту должность до декабря 2011 г. На парламентских выборах 2011 она прошла в парламент по списку ХДС по 7-му избирательному округу.
22 сентября 2014 оставила ХДС, потому что считает, что её бывшая партия не может спасти Хорватию от кризиса, в котором страна пребывает ещё с 2009 года. В открытом письме к общественности она написала: «Для меня дальнейшее участие в таком окружении невозможно, ведь я сейчас полностью уверена, что ничего не изменится. ХДС не имеет ни достаточно сил, ни решимости выйти за пределы устоявшихся политических моделей, которые сводятся к простому повторению, что правительство не в состоянии преодолеть ежедневное политическое критиканство и уделение внимания прошлому. В экономической команде ХДС нет координации, нет руководства, нет четкого направления и конкретной работы над действительными причинами этого затяжного кризиса. Хорватия может не выдержать еще одно неподготовленное правительство, которое занимается самим собой и касается только проблем поверхностно.»
В 2016 году возобновила сотрудничество со своими предыдущими соратниками. В октябре того же года руководитель ХДС Андрей Пленкович, формируя свою правительственную команду, доверил ей должность министра экономики, труда и предпринимательства Хорватии, а также заместителя премьер-министра.
Замужем, имеет двое детей. Владеет английским языком.